# Polowanie na jednorożca (cykl tapiserii)

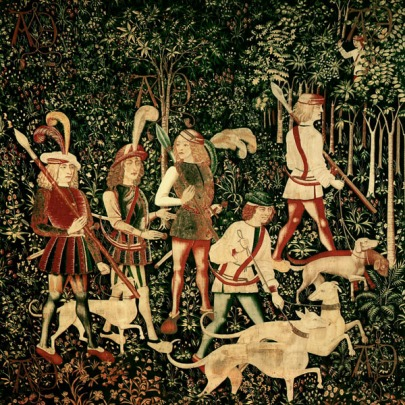
Początek polowania

Polowanie na jednorożca (fr. La Chasse à la licorne, ang. The Hunt of the Unicorn) – zespół siedmiu późnogotyckich tapiserii utkanych w latach 1495–1505 w Niderlandach z wełny i jedwabiu.  Cykl należy do najcenniejszych przykładów średniowiecznego tkactwa artystycznego w Europie.

## Dzieje

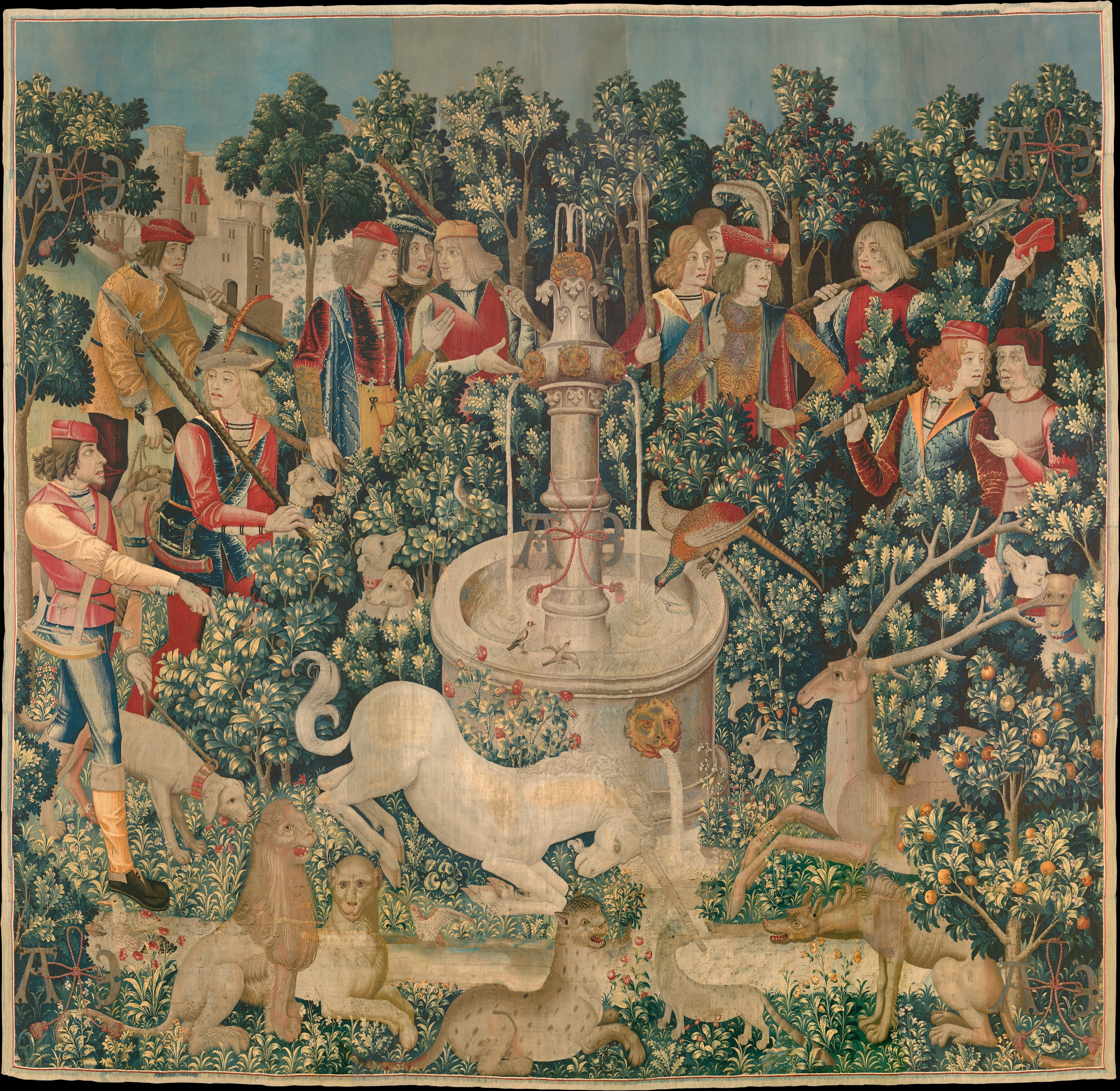
Jednorożec przy fontannie

Nieznana jest pierwotna funkcja, miejsce i zleceniodawca dzieł. Co więcej, istnieją przypuszczenia o wtórnym zestawieniu tapiserii, na co wskazują przede wszystkim różnice stylistyczne. Przypuszcza się jednak iż tapiserie zostały utkane dla Anny Bretońskiej na jej ślub i wesele z królem Francji Karol VIII Walezjuszem. W nieznanych okolicznościach trafiły do majątku francuskiego rodu La Rochefoucauld. W 1922 zakupił je John D. Rockefeller Jr. a następnie przekazał do Metropolitan Museum of Art w 1937. Obecnie prezentowane są w The Cloisters – oddziale tegoż muzeum poświęconym sztuce średniowiecznej.
Dobry stan tkanin jest wynikiem kilku konserwacji; ostatnia miała miejsce w 1998. Usunięto tylną warstwę wykonaną z lnu, tapiserie zostały oczyszczone w wodzie, przez co tapiserie odzyskały pierwotną intensywną kolorystykę. Ostatnim punktem renowacji była zakrojona na szeroką skalę digitalizacja, którą kierował Scott Geffert z Center for Digital Imaging Inc. Do wykonania fotografii o rozdzielczości 5000×5000 pikseli muzealnicy użyli aparatów Leica S1Pro; kompletny obraz jednej tapiserii składa się z nawet 24 takich fotografii. W połączeniu wykonanych ujęć w jeden obraz pomagali dwaj sławni matematycy: David i Gregory Chudnovsky.
Od stycznia 2002, Tapestry Studio (Studio tapiserii) przy West Dean College wykonało cztery wierne repliki Polowania na jednorożca, które zaprezentowano w komnacie królowej w zamku Srirling w Szkocji. Jest to część szeroko zakrojonego projektu rekonstrukcji XVI wiecznego wystroju zamku. Historycy badający czasy panowania Jakuba IV Stewarta, przypuszczają o istnieniu analogicznego cyklu tapiserii będącego częścią szkockiej kolekcji królewskiej, dlatego też na podstawie szczegółowych analiz oryginałów z The Cloisters planuje się do 2014 roku wykonanie pozostałych tapiserii.

## Opis i analiza

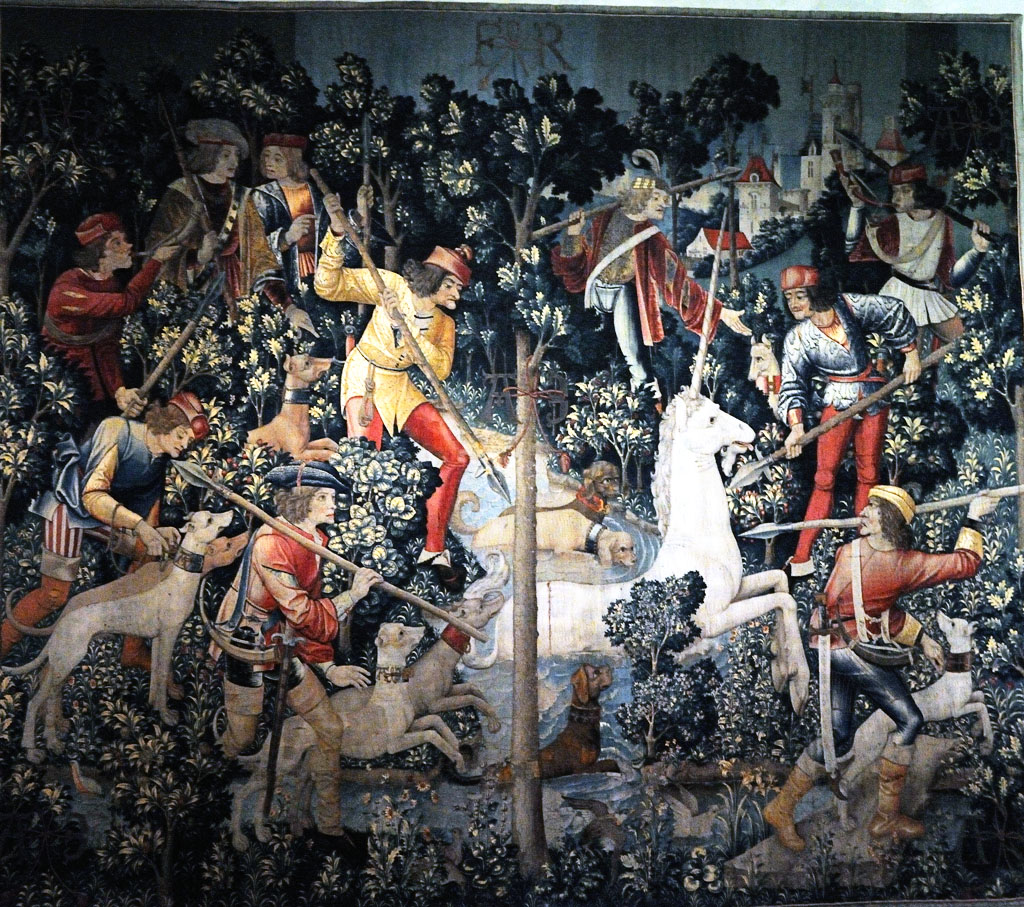
Jednorożec przechodzący przez strumień

Siedem tapiserii obrazuje polowanie na jednorożca. Temat polowania był wielokrotnie preferowany w średniowieczu, zwłaszcza w dobie rozwoju kultury dworskiej, w której polowanie na dzikie zwierzęta (zwłaszcza jelenie) stanowiło ważną potrzebę, a także obyczaj i rozrywkę. Ten dworski temat w sztuce średniowiecznej nie ograniczył się bynajmniej do zilustrowania dworskiego rytuału, lecz zawiera głębokie treści, a poszczególni ludzie, zwierzęta i rośliny zawierają wyszukaną symbolikę mającą silny związek z Jezusem, Marią i świętymi.

### Początek polowania
Pierwsza tapiseria obrazuje przygotowania do polowania. Przywódca myśliwych i jego pięcioosobowej kompanii szykują się do pościgu za jednorożcem. Pięciu wędrujących po gęstym lesie myśliwych mają w uposażeniu niezbędny ekwipunek, lance, rogi. Oprócz węszących psów gończych trzymanych przez łowców na smyczach, siedzący na drzewie myśliwy wskazuje drogę ucieczki przyszłej zdobyczy. Zasadnicze przesłanie tej sceny koncentruje się na duchowej egzystencji człowieka, z jednej strony jego uległość do grzechów z drugiej potrzeba chrześcijańskiego zbawienia. W bogatym leśnym runie widoczny jest bniec biały, znany także jako kwiat węża lub kwiat śmierci. Wyrasta on pod stojącym pośrodku kompozycji myśliwym. Obecność tej odmiany goździka w symbolice ma związek z przemijalnością życia ludzkiego okraszonego grzechami, śmiercią, która dotknie każdego z nich. Polowanie, które planują myśliwi oznacza ludzkość szukającą pomoc mającą uleczyć ją z grzesznej natury. Przeciwwagę stanowi symbolika runa leśnego oraz drzew interpretowanego w kontekście narodzin, zarówno ludzkich, jak narodzin boskiego, wiecznego króla. Narodziny ludzkie symbolizuje brzoza i wiśnia, zaś narodziny boskie – dąb i jesion. Trojaka natura orzecha jest aluzją do Trójcy Świętej.

### Jednorożec przy fontannie
Druga z serii tkanina przedstawia myśliwych w większej liczbie, którzy gromadzą się wokół fontanny i w lesie. Jeden z nich zauważa ukrywającego się wśród lwów, saren i jeleni jednorożca wskazując swoim kompanom jego miejsce. Jednorożec zanurza swój róg w sadzawce leżącej obok fontanny, jednakże myśliwi na jego widok reagują z respektem i wahają się czy go zabić, czy pozostawić. Mieszane uczucia łowców potęguje zgromadzona wokół jednorożca gromada lwów, którzy decydują się na połów ofiary kiedy opuści to miejsce. Interpretacja treści tej sceny jest wieloznaczna, dostrzega się tu marność i upadek ludzkiej natury w konfrontacji z odradzającą się potęgą Chrystusa, współobecność dobra i zła oraz walkę Chrystusa ze złem. Na zwieńczeniu ozdobnej fontanny znajduje się owoc granatu oznaczający obfitość życia. W ten sposób fontanna, wypływający z niej strumień i sadzawka oznaczają trwałość wiecznego życia. Grzech i zło symbolizują oprócz kwiatu bieńca (który rośnie u stóp myśliwego wskazującego na jednorożca) zwierzęta: czyhająca hiena, zaś jeleń i żeneta sugerują, iż woda jest zatruta przez nieobecnego na gobelinie węża, który z biologicznego punktu widzenia jest zjadany przez oba zwierzęta. Dlatego też oznaczająca czystość i wieczne życie woda jest zatruta ludzkimi grzechami, jednakże obecność jednorożca przy sadzawce sugeruje możliwość uzdrowienia wody, a zarazem gwarantuje zbawionej ludzkości wolność od grzechu. W ten sposób jednorożec ilustruje zapowiedź zbawienia ludzkości przez ofiarę Chrystusa. Liczba łowców nie jest przypadkowa, bowiem ich jest dwunastu; w kontekście tym oznaczają uczniów Chrystusa.

### Jednorożec przechodzący przez strumień

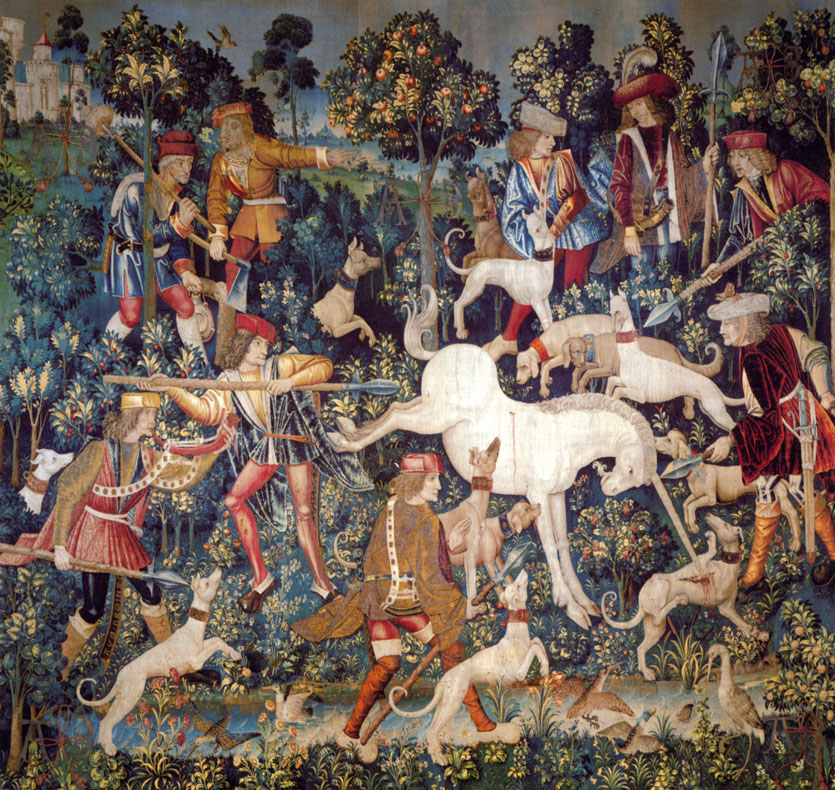
Jednorożec broniący się

Trzeci gobelin obrazuje początek pościgu za jednorożcem, który ucieka przed myśliwymi wraz z jeleniem. Jednakże został osaczony przez łowców, którzy celują w niego lancami. Jednorożec wynurza się ze strumienia, który jednak nie zagwarantował bezpieczeństwa przed napastnikami. Przedstawienie stanowi aluzję nie tylko do pojmania Chrystusa, lecz także Jego chrzest i zbawczy wymiar pierwszego sakramentu. Strumień oddziela dwa symboliczne światy, podziemny i niebiański. Ten pierwszy reprezentuje kuropatwa (która podkrada jaja innych gatunków ptaków) i leszczyna. Przejście jednorożca przez rzekę w sposób symboliczny nawiązuje do chrztu będącego gwarancją zbawczego przezwyciężenia grzechów. Kwiat irysa symbolizuje przejście do drugiego świata, w tym przypadku do Królestwa Niebieskiego.

### Jednorożec broniący się
Czwarta tapiseria zbliżona w swojej kompozycji ukazuje dramat jednorożca, już upolowanego przez dziewięciu myśliwych i otoczonego przez nich i ich watahę psów, ale walczącego o swój byt. Przy bliższym wglądzie dostrzegamy ucięte ucho jednorożca. Bohater przekłuwa rogiem jednego z psów gończych. Postaci i zwierzęta bez uszu są symbolami zapowiedzi zdrady, co w kontekście treści gobelinów zgadza się z wątkiem ciszy w Ogrodzie Oliwnym, której uosobieniem są śpiący trzej uczniowie towarzyszący modlącemu się Jezusowi, a ponadto ze sceną pojmania, kiedy to święty Piotr odciął Malchusowi prawe ucho. Ranny pies, z którego wycieka krew ma związek z Męką Pańską i jej sensem, którym jest zbawienie ludzkości. Poniżej psa w runie leśnym widoczne są fiołki i róże, symbole pokory i zbawczej Męki Pańskiej.

### Upolowany jednorożec
Piąta tkanina zachowała się jedynie w dwóch fragmentach. Obrazuje ona upolowanego jednorożca, pochwyconego przez psy gończe. Sceneria jednak jest pozbawiona dramatyzmu charakterystycznego dla poprzednich wątków cyklu, wskazuje na to że jednorożec nie został upolowany siłą wroga, lecz został zamknięty w ogrodzie w którym tańczy dziewica ubrana w bogato zdobioną czerwoną suknię. Tym samym wątek zawiera aluzję do ziemskiego życia Chrystusa, który nie został z przymusu zesłany na ziemię, lecz zgodnie z wolą Bożą. Niewiasta w ogrodzie symbolizuje Marię. Obficie umajony ogród jest zamknięty płotem, co symbolizuje hortus conclusus – o którym wspomina Pieśń nad pieśniami " Ogrodem zamkniętym jesteś, siostro ma, oblubienico, ogrodem zamkniętym, źródłem zapieczętowanym" (2,14). Płot ogrodu zdobią liczne białe i czerwone róże, białe oznaczają dziewictwo, czerwone miłość Marii do Chrystusa. Zgodnie ze średniowieczną ikonografią rajskiego ogrodu dmący w róg myśliwy nawiązuje do Archanioła Gabriela zwiastującego Marii narodzenie Chrystusa. W obrębie ogrodu rośnie także jabłoń, która symbolizuje Ducha Świętego i nawiązuje do Pieśni nad Pieśniami "Jak jabłoń wśród drzew leśnych, tak ukochany mój wśród młodzieńców. W upragnionym jego cieniu usiadłam, a owoc jego słodki memu podniebieniu" (PnP 2,3). Scena ta przywodzi na myśl zapisane w Ewangelii Łukasza słowa Archanioła Gabriela, które przemówił do Marii "Duch Święty zstąpi na Ciebie i moc Najwyższego osłoni Cię. Dlatego też Święte, które się narodzi, będzie nazwane Synem Bożym" (Łk 1:35)

### Zabicie jednorożca i sprowadzenie go do zamku

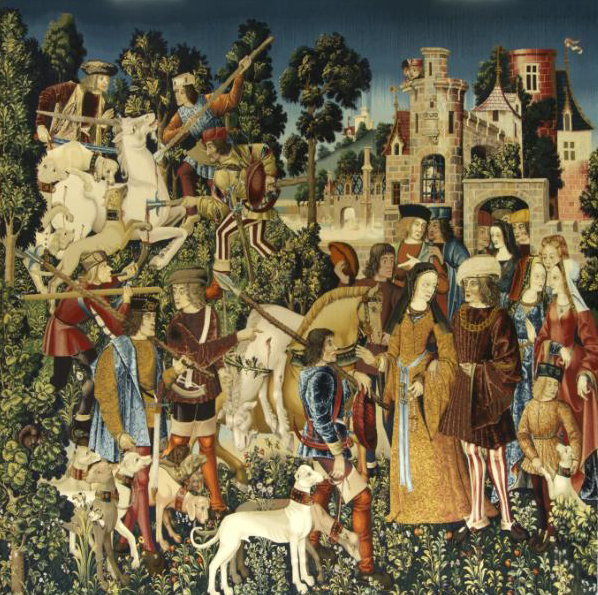
Zabicie jednorożca i sprowadzenie go do zamku

Narracja i kompozycja szóstego gobelinu została opracowana w sposób symultaniczny, ukazuje on moment zabicia jednorożca przez myśliwych i sprowadzenie zdobyczy do zamku przed którym stoi jego pan z żoną i grupa dworzan. Bezradny jednorożec jest zabijany przez trzech napastników, jeden z nich przebija lancą bok, z którego wylewa się krew; krople krwi spływają do rogu, na którym dmie stojący poniżej upolowanej zdobyczy jeden z myśliwych. Martwy jednorożec noszony na koniu ma szyję przewiązaną gałązka dębu. Symbolika sceny jest tu jednoznaczna, bowiem odnosi się do kulminacji Męki Pańskiej, którą była śmierć krzyżowa, a ponadto odnosi się do Eucharystii (róg napełniony krwią). Dąb na szyi jednorożca obrazuje boskość i ludzkość w jednym. Martwy jednorożec ma głowę skierowaną do runa w którym rosną kwiaty symbolizujące Ukrzyżowanie, wieczne życie i nadzieję zbawienia. Są to goździk (nasienia przypominają gwoździe), miechunka (kwiaty wytrzymują zimę i utrzymują swój kolor w każdej porze roku) i pierwiosnek lekarski (w kulturze ludowej nazywany jest Kluczem Świętego Piotra). Koń niosący upolowaną zdobycz przekracza strumień nawiązujący do mitycznego Styksu przepływającego przez Hades. Ukazany w sposób symboliczny świat podziemny jest bogaty w faunę i florę, a obecność jednorożca w świecie podziemnym ma także przesłanie chrześcijańskie; nawiązuje do zejścia Chrystusa do otchłani. Florę tworzą oset, bniec biały, irys, leszczyna, ostrężyna, faunę wiewiórka i trzy psy spuszczone ze smyczy, symbolizujące mitycznego Cerbera. Warowny zamek otoczony jest fosą na której płyną dwa łabędzie, symbolizujące obecność dusz zmarłych w nowym świecie.

### Jednorożec w rajskim ogrodzie

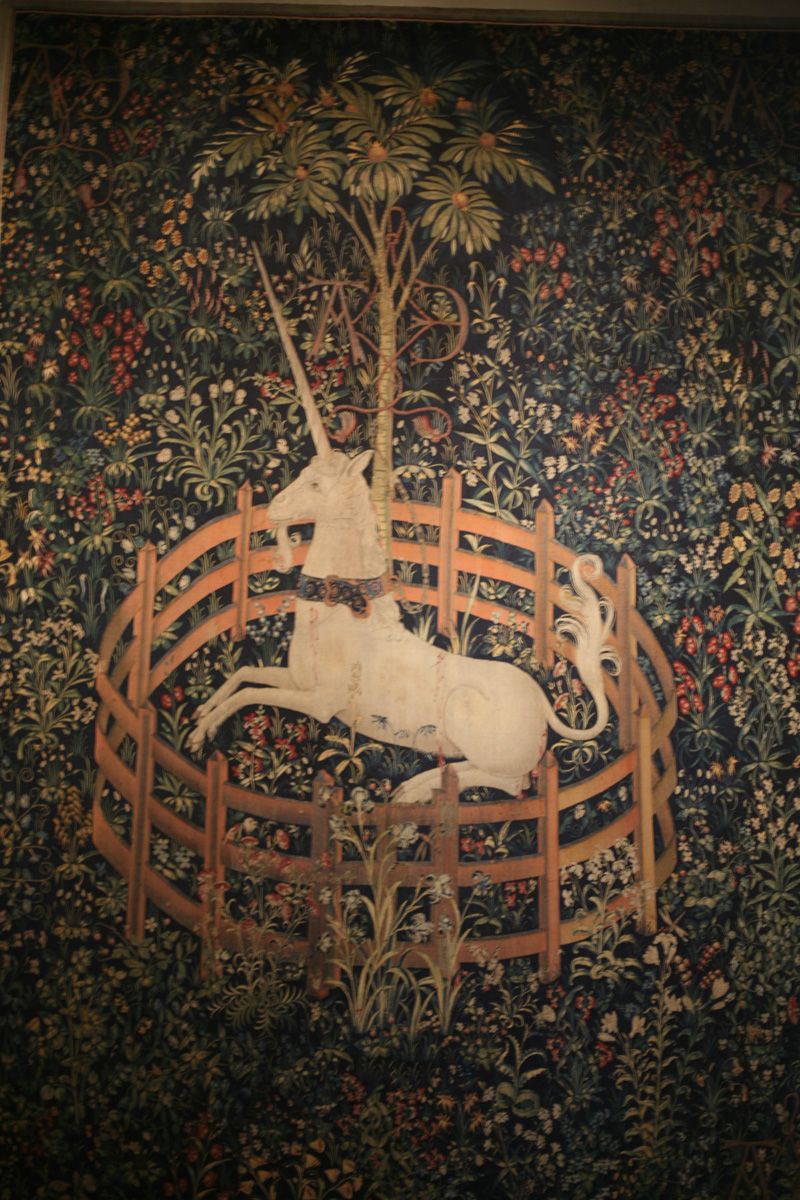
Jednorożec w rajskim ogrodzie

Siódma tapiseria obrazuje przywiązanego do drzewa jednorożca w ogrodzie, zamkniętym drewnianym płotem, którego brama ma kształt krzyża. Przed nią wyrasta bukiet niebieskich kosaćców  które według kultury ludowej odstraszają węże. W tej tapiserii uderza bogactwo przyrody, która w całości wypełnia gobelin. Treścią jest upolowany jednorożec, ale w pełni pozytywnym znaczeniu. Jednorożec oznacza tu Chrystusa Zmartwychwstałego. Zwierzę jest przywiązane do symbolicznego Drzewa Życia łączącego cechy palmy i granatu (symbole zbawczego męczeństwa i życia wiecznego), zaś ogród zamknięty podobnie jak w piątej tapiserii tegoż cyklu obrazuje czystość, w tym przypadku także Raj wolny od grzechu i choroby. Bogatą florę tworzą rośliny zielne. Dostrzegalne są też małe zwierzęta; motyle, ważki i żaby, które w tym kontekście symbolizują nowe życie.